# Hernán Gaviria
Hernán Gaviria Carvajal (27 november 1969 – 24 oktober 2002) was een Colombiaans voetballer, die speelde als middenvelder. Hij overleed op 32-jarige leeftijd na te zijn getroffen door de bliksem tijdens een training van zijn club Deportivo Cali.

## Clubcarrière
Hernán Gaviria speelde tussen 1990 en 2002 voor Atlético Nacional, Deportivo Cali en Shonan Bellmare.

## Interlandcarrière
Gaviria speelde 27 interlands voor het Colombiaans nationaal elftal, waarin hij drie keer scoorde. Onder leiding van bondscoach Francisco Maturana maakte hij zijn debuut in de vriendschappelijke uitwedstrijd tegen Venezuela (0-0) op 24 februari 1993, net als Víctor Aristizábal, Mauricio Serna, Víctor Pacheco en Geovanis Cassiani.
Ruim een half jaar voor zijn debuut in de A-selectie nam Gaviria met Colombia deel aan de Olympische Spelen in Barcelona (Spanje). Daar strandde de ploeg onder leiding van bondscoach Hernán Darío Gómez in de voorronde na nederlagen tegen de latere olympisch kampioen Spanje (0-4) en Egypte (3-4), en een gelijkspel tegen Qatar (1-1).

## Erelijst
Atlético Nacional
- Colombiaans landskampioen

1991, 1994, 1999
- Copa Merconorte

2000
- Copa Interamericana

1997
 Deportivo Cali
- Colombiaans landskampioen

1998